# Associazione nazionale dei veterani di guerra per la liberazione dello Zimbabwe
L'Associazione nazionale dei veterani di guerra per la liberazione dello Zimbabwe (conosciuta con l'acronimo ZNLWVA, dall'inglese Zimbabwe National Liberation War Veterans Association) è un'associazione istituita nello Zimbabwe, attiva a partire dal 1980, formata da molti tra i combattenti dell'episodio bellico della prima Chimurenga (negli anni '70), con lo scopo di opporre resistenza (con proteste e manifestazioni) al regime condotto da Ian Smith.
Possiede pressappoco 40.000 membri. Il presidente di questa associazione è Jabulani Sibanda. Nel 2005, alcuni degli individui membri dell'associazione sono stati proposti per la recluta militare, in difesa generica dello stato dello Zimbabwe.